# Bieg Asów 1972
Międzynarodowe Zawody Lekkoatletyczne „Bieg Asów” 1972 – mityng lekkoatletyczny rozegrany 1 maja 1972 w Warszawie.
Rozegrano biegi na 1500 i 10 000 metrów kobiet i mężczyzn (bieg na 1500 m kobiet w dwóch seriach) oraz konkursy pchnięcia kulą kobiet i mężczyzn.

## Rezultaty

### Mężczyźni
| Konkurencja:     | 1. miejsce         | Rezultat | 2. miejsce          | Rezultat | 3. miejsce    | Rezultat |
| Bieg na 1500 m   | Józef Rębacz       | 3:47,6   | Włodzimierz Staszak | 3:48,0   | Jan Kondzior  | 3:48,4   |
| Bieg na 10 000 m | Giuseppe Ardizzone | 28:56,2  | Mikko Ala-Lepilampi | 28:56,6  | Josef Jansky  | 28:56,8  |
| Pchnięcie kulą   | Władysław Komar    | 20,59    | Andrzej Jóźwiak     | 17,65    | Teofil Bryłka | 15,64    |

### Kobiety
| Konkurencja:   | 1. miejsce        | Rezultat | 2. miejsce       | Rezultat | 3. miejsce            | Rezultat |
| Bieg na 1500 m | Sara Ligetkuti    | 4:20,6   | Rita Ridley      | 4:20,7   | Bernie Boxem-Leferink | 4:20,8   |
| Pchnięcie kulą | Ludwika Chewińska | 18,43    | Elżbieta Kasicka | 15,58    | Marianna Leńska       | 14,95    |